# Laurat Netofá

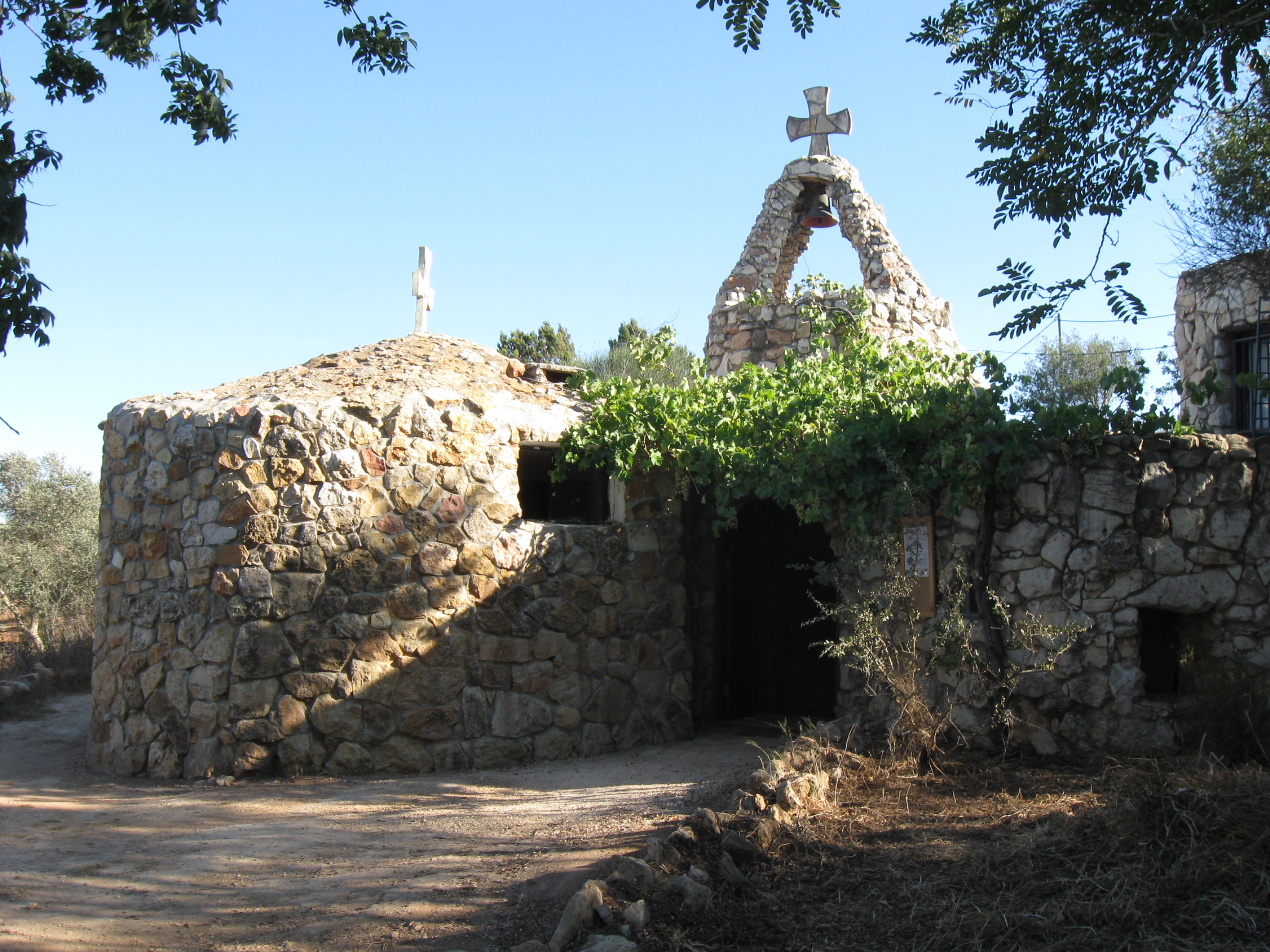

Laurat Netofá (en hebreo: לאורת נטופה), también conocida como Mibdad Netofá (en hebreo: מבדד נטופה), es una laura ubicada en el Monte Netofá a 522 metros de altura, hacia el extremo norte del poblado Hararit en la Baja Galilea. Fue fundada el 17 de julio de 1967 por tres monjes melquitas del Monasterio de Nazaret. Se encuentra en lo que fuera un pozo de almacenamiento de agua excavado en la roca en el período bizantino.

## Enlaces
- Wikimedia Commons alberga una categoría multimedia sobre Laurat Netofá.

- Datos: Q11688497
- Multimedia: Netofa lavra / Q11688497